# Abie Loy Kemarre
Abie Loy Kemarre (ou Abie Loy), née en 1972, au nord-est d'Alice Springs dans le territoire du Nord de l'Australie centrale, est une artiste peintre aborigène, appartenant au groupe Anmatyerr.

## Biographie
Abie Loy Kemarre nait en 1972 à Utopia Station (en). Dans sa famille proche elle cotoie beaucoup d'artistes :  Emily Kame Kngwarreye, Gloria Petyarre (en), et Ada Bird Petyarre.
Elle est surtout la petite-fille de Kathleen Petyarre, artiste peintre de renommée, qui l'a initiée à la peinture et guidée dans ses premières œuvres. Elle commence à peindre en 1994 sous sa direction, celle-ci désirant que sa petite fille devienne une artiste. Elle apprend à utiliser des petits points pour créer une illusion de profondeur. Elle peint des histoires de rêves de sa terre d'origine Artenya, puis en 2001 se lance dans des productions plus abstraites qui constitueront son propre style. Ces œuvres sont consacrées à la peinture des dunes de sable et du corps des femmes (Awelye),,.
Dans son œuvre, quatre grands thèmes reviennent fréquemment :  « Bush Leaf Dreaming » qui représente le Mimosa pudica, le  « Bush Hen Dreaming » qui représente une cartographie symbolique du Temps du rêve,, l'awelye et les dunes de sables. Elle est considérée comme une des cheffes de file de l'école de l'art contemporain en Australie.
Elle est liée contractuellement à la galerie Australis à Adélaïde.

## Dans la culture
Elle est citée dans un thriller de 2023 In vino veritas.

## Œuvres notables
- Bush Hen Dreaming - Bush Leaves (2003)[10]
- Bush Leaves, (2012)[11].
- Sandhill Country, (2013)[11].

## Expositions
- 1997 : Alice Springs Fair; National Gall. Jakarta, ; Documenta, Cassel[11].
- 2003, Fair Springs, P et Arco, Madrid[11].

## Collections
- Musée des Confluences, Lyon, France[12].
- Art Gallery of South Australia, Australie.
- National Gallery of Victoria, Victoria, Australie.
- Bridgestone Museum of Art, Tokyo, Japon.
- Festival of Arts Foundation Collection, Adelaide, Australie.
- The Adelaide University Art Collection, Australie.
- The Levi-Kaplan Collection, Seattle, USA.
- The Kelton Foundation, Los Angeles, USA.
- The Aboriginal & Torres Strait Islander Commission Collection, Australie.
- Kerry Stokes Collection, Perth, Australie.
- Metropolitan Museum of Art, New York City, USA[10].